# جسو

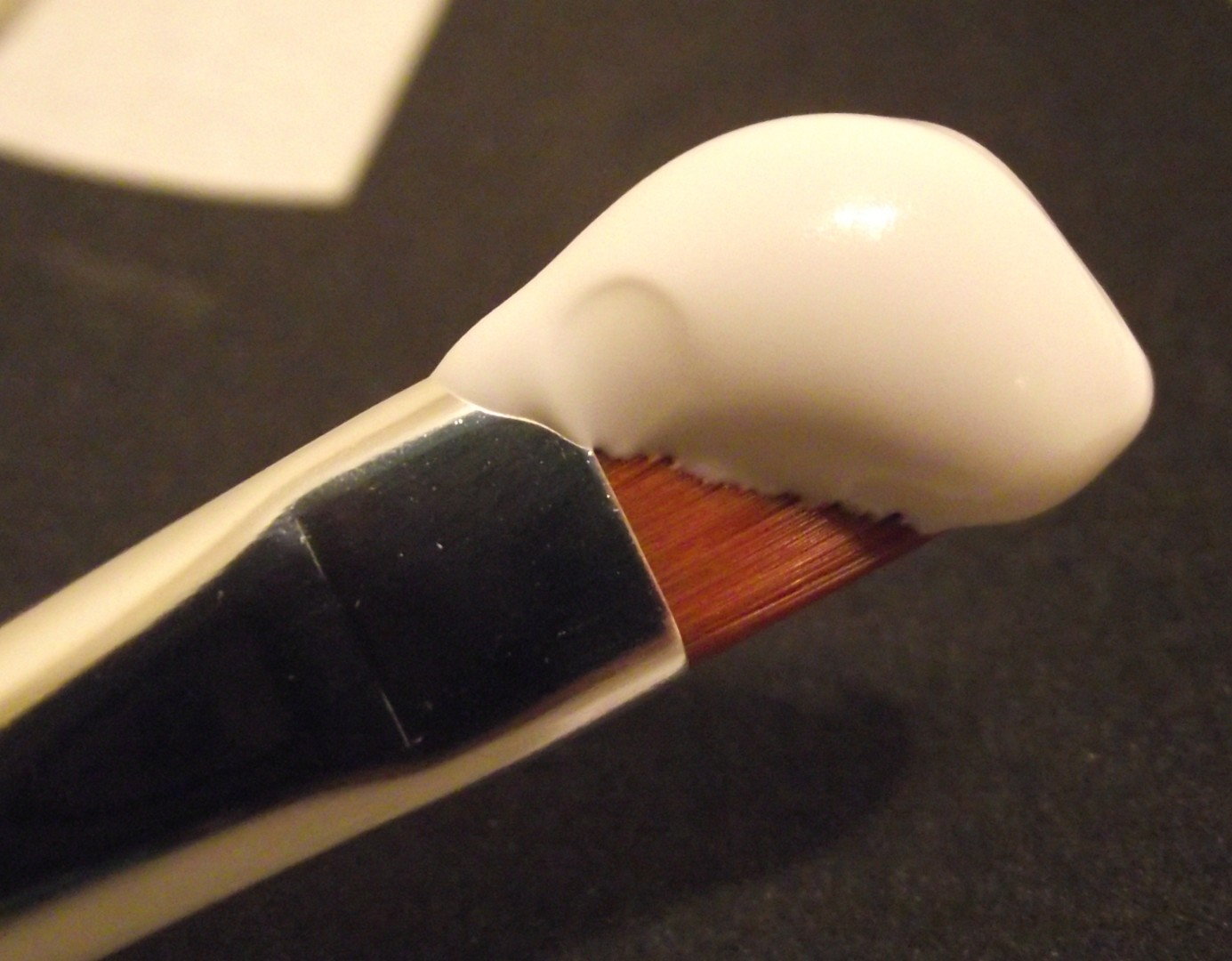
یک نوع جسو

جسو (تلفظ ایتالیایی: [ˈdʒɛsso]؛ به معنی: «گچ»، از ریشۀ (به لاتین: gypsum)، برگرفته از ریشۀ (به یونانی: γύψος) است.) نوعی ترکیب نقاشی سفیدرنگ است که از یک پیوندهٔ مخلوط با گچ، سنگ گچ، رنگدانه یا هر ترکیب دیگری از این مواد تشکیل شده‌است. از جسو در آثار هنری و مجسمه‌سازی برای آماده کردن انواع بستر کار، مثل پنل‌های چوبی و کرباس، به کار می‌رود. این ترکیب در زمینه قرار گرفته و نقاشی یا دیگر مواد روی آن اعمال می‌شوند.